# Seyssel (Górna Sabaudia)
Seyssel – miejscowość i gmina we Francji, w regionie Owernia-Rodan-Alpy, w departamencie Górna Sabaudia.
Według danych na rok 1990 gminę zamieszkiwało 1630 osób, a gęstość zaludnienia wynosiła 97 osób/km² (wśród 2880 gmin regionu Rodan-Alpy Seyssel plasuje się na 524. miejscu pod względem liczby ludności, natomiast pod względem powierzchni na miejscu 663.).